# Oedothorax howardi
Oedothorax howardi là một loài nhện trong họ Linyphiidae.
Loài này thuộc chi Oedothorax. Oedothorax howardi được Alexander Petrunkevitch miêu tả năm 1925.